# Ni1 Bootis
Ni1 Bootis (ν1 Boo / 52 Bootis / HD 138481) es una estrella en la constelación de Bootes de magnitud aparente +5,02.
Comparte la denominación de Bayer «Ni» con Ni2 Bootis, siendo la separación visual entre ambas estrellas de 10 minutos de arco.
Sin embargo, no existe relación física entre ellas, ya que mientras Ni1 Bootis se encuentra a 838 años luz del sistema solar, Ni2 Bootis se halla a menos de la mitad de distancia.
Ni1 Bootis es una gigante naranja de tipo espectral K5III con una temperatura efectiva de 3915 K.
Tiene una luminosidad 1650 veces mayor que la del Sol y es una gigante de gran tamaño, siendo su diámetro 88 veces más grande que el diámetro solar.
Gira sobre sí misma lentamente —su velocidad de rotación proyectada es de 4 km/s—, por lo que puede tardar hasta 3 años en completar una vuelta.
Su metalicidad es más elevada a la solar, casi un 80% mayor ([Fe/H] = +0,25).
Ni1 Bootis tiene una masa 5 veces mayor que la masa solar.
Como en tantas otras gigantes, en su interior tiene lugar la fusión de helio en carbono.
Su edad estimada es de 100 millones de años.